# Duane Carter
Duane Carter, ameriški dirkač Formule 1, * 5. maj 1913,  Fresno, Kalifornija, ZDA, † 7. maj 1993, Indianapolis, Indiana, ZDA.

## Življenjepis
Carter je pokojni ameriški dirkač, ki je med letoma 1948 in 1963 sodeloval na ameriški dirki Indianapolis 500, ki je med letoma 1950 in 1960 štela tudi za prvenstvo Formule 1. Najboljši rezultat je dosegel na dirki leta 1953, ko je skupaj s Samom Hanksom zasedel tretje mesto, v letih 1952 in 1954 pa je bil četrti. Umrl je leta 1993.